# Un hombre de éxito
Un hombre de éxito és una pel·lícula dramàtica cubana, estrenada el 1986 i dirigida per Humberto Solás. Ha estat doblada al català.

## Argument
L'Havana, anys trenta. Un jove ambiciós inicia la seva carrera d'ascens social valent-se de la seva capacitat de seducció i sobretot, de la seva manca d'escrúpols. Després de la caiguda de la dictadura de Gerardo Machado el 1933, es proposa inserir-se definitivament en les esferes socials més poderoses. A partir d'aquest moment la seva carrera política es desenvolupa reeixidament dècada rere dècada. Paral·lelament a això es van enfonsant els seus vincles familiars i afectius, sacrificats per l'oportunisme i la traïció.

## Repartiment
- César Évora: Javier Argüelles
- Raquel Revuelta: Raquel
- Daisy Granados: Rita
- Jorge Trinchet: Darío Argüelles
- Rubens de Falco: Iriarte
- Mabel Roch: Ileana Ponce
- Carlos Cruz: Puig
- Miguel Navarro: Lucilo
- Omar Valdés: Facundo Lara
- Ángel Espasande: Father Rubén
- Ángel Toraño: Ponce
- Isabel Moreno: Berta
- Nieves Riovalles: Darío's wife
- Jorge Alí: Baseball player
- Denise Patarra: Puig's girlfriend
- Max Álvarez: Priest
- Niola Montes: Mrs. Ponce
- Orlando Contreras: Darío's friend

## Premis
- Primer Premi Coral, VIII Festival Internacional del Nou Cinema Llatinoamericà. l'Havana, Cuba, 1986.
- Premi Coral a la direcció d'Art, VIII Festival Internacional del Nou Cinema Llatinoamericà. l'Havana, Cuba, 1986.
- Premi Catalina d'Or a la Millor Pel·lícula Catalina d'Or, Festival Internacional de Cinema. Cartagena, Colòmbia, 1987.
- Makhila de Plata, Festival de Cinema Ibèric i Llatinoamericà, Biarritz, França, 1987.
- Primer premi; Premi d'Or; Premi a la millor fotografia, Festival Internacional de Cinema de Damasc, Síria.
- Primer premi Rumhinaui, Festival Internacional de Cinema de Ciutat de Quito, Equador, 1988.